# Brasschaat Braves
Uniformes
Les Brasschaat Braves sont un club de baseball situé dans la ville de Brasschaat (plus de 37 000 habitants), en Belgique. C'est l'un des clubs les plus titrés du pays.

## Histoire
Le club est fondé en 1958 sous le nom de Brasschaat baseball club. En 1975 le softball apparaît au sein du club qui devient Brasschaat Baseball & Softball Club. En 1988 un entraîneur néerlandais s'occupe de l'équipe première. En 1990 le club prend le nom de Brasschaat Braves. Le 1er juin de la même année Levi-Strauss Belgium devient le sponsor de l'équipe première. La municipalité lui accorde aussi son soutien. Ces conditions favorables permettent aux Braves de devenir champions de Belgique en 1992, puis de conquérir d'autres titres jusqu'en 2004. Cette époque marque la domination du club sur le baseball belge.

## Palmarès
- Champion de Belgique de baseball masculin: de 1992 à 1997 inclus, 1999, et de 2001 à 2004, puis en 2009 et 2013.
- Champion de Belgique de softball dames : 1995, 1996 et 1997.